# Glaronísi (ö i Grekland, Grekiska fastlandet)
Glaronísi (grekiska: Γλαρονησι) är en ö i Grekland.   Den ligger i regionen Grekiska fastlandet, i den centrala delen av landet, 140 km väster om huvudstaden Aten.